# Unité urbaine de Brassac-les-Mines
L'unité urbaine de Brassac-les-Mines est une unité urbaine française située dans les départements de la Haute-Loire et du Puy-de-Dôme, dans la région Auvergne-Rhône-Alpes.

## Données globales
En 2010, selon l'Insee, l'unité urbaine de Brassac-les-Mines est composée de six communes, situées dans le département de la Haute-Loire pour cinq d'entre elles et dans le département du Puy-de-Dôme pour la sixième. C'est une unité urbaine inter-départementale.
En 2020, à la suite d'un nouveau zonage, elle est composée des six mêmes communes.
En 2022, elle compte 10 663 habitants.
Le tableau suivant détaille la répartition de l'unité urbaine sur les départements de la Haute-Loire et du Puy-de-Dôme (les pourcentages sont relatifs aux départements d'appartenance des communes) :
| Département | Communes | Communes (%) | Superficie (km²) | Superficie (%) | Population (2021) | Population (%) |
| ----------- | -------- | ------------ | ---------------- | -------------- | ----------------- | -------------- |
| Haute-Loire | 5        | 1,95         | 44,70            | 0,9            | 7 260             | 3,19           |
| Puy-de-Dôme | 1        | 0,22         | 7,20             | 0,09           | 3 376             | 0,51           |

## Composition 2020 de l'unité urbaine
L'unité urbaine de Brassac-les-Mines est composée des six communes suivantes :
| Nom                     | Code Insee | Département | Statut       | Superficie (km2) | Population (dernière pop. légale) | Densité (hab./km2) | Modifier                                    |
| ----------------------- | ---------- | ----------- | ------------ | ---------------- | --------------------------------- | ------------------ | ------------------------------------------- |
| Brassac-les-Mines       | 63050      | Puy-de-Dôme | ville-centre | 7,20             | 3 380 (2022)                      | 469                | modifier les données · modifier les données |
| Sainte-Florine          | 43185      | Haute-Loire | ville-centre | 7,67             | 3 257 (2022)                      | 425                | modifier les données · modifier les données |
| Vergongheon             | 43258      | Haute-Loire | ville-centre | 12,61            | 1 793 (2022)                      | 142                | modifier les données · modifier les données |
| Bournoncle-Saint-Pierre | 43038      | Haute-Loire | banlieue     | 16,16            | 1 051 (2022)                      | 65                 | modifier les données · modifier les données |
| Frugerès-les-Mines      | 43099      | Haute-Loire | banlieue     | 1,08             | 551 (2022)                        | 510                | modifier les données · modifier les données |
| Vézézoux                | 43261      | Haute-Loire | banlieue     | 7,13             | 631 (2022)                        | 88                 | modifier les données · modifier les données |

## Évolution démographique
L'évolution démographique ci-dessous concerne l'unité urbaine selon le périmètre défini en 2020.
| 1968   | 1975   | 1982   | 1990   | 1999  | 2010   | 2015   | 2021   |
| ------ | ------ | ------ | ------ | ----- | ------ | ------ | ------ |
| 10 984 | 11 354 | 11 113 | 10 139 | 9 718 | 10 308 | 10 351 | 10 636 |

## Pour approfondir

#### Données générales
- Unité urbaine
- Aire d'attraction d'une ville
- Liste des unités urbaines de France

#### Données démographiques en rapport avec l'unité urbaine de Brassac-les-Mines
- Aire d'attraction de Brioude
- Aire d'attraction d'Issoire
- Arrondissement de Brioude
- Arrondissement d'Issoire

#### Données démographiques en rapport avec la Haute-Loire et le Puy-de-Dôme
- Démographie de la Haute-Loire
- Démographie du Puy-de-Dôme
- Unités urbaines de la Haute-Loire